# Stenhomalus sericeus
Stenhomalus sericeus là một loài bọ cánh cứng trong họ Cerambycidae.